# Hermann Märker
Hermann Märker (* 20. April 1935 in Zwickau) ist ein deutscher Hornist und emeritierter Professor der Hochschule für Musik in Leipzig.

## Leben
Hermann Märker erhielt zunächst in Schneeberg Geigenunterricht, später Trompeten- und mit 14 Jahren Hornunterricht. Er studierte von 1953 bis 1957 an der Hochschule für Musik in Leipzig bei Albin Frehse und Erich Penzel.
Märker war vom 1. September 1957 bis zum 31. Juli 1991 Dritter Hornist im Gewandhausorchester in Leipzig. Von 1976 bis 2001 war er Lehrer an der Hochschule für Musik in Leipzig, ab 1986 hauptberuflich. 1991 wurde er zum Professor ernannt. Während seiner Anstellung am Gewandhausorchester wirkte er lange Zeit im Bachorchester des Orchesters mit. Solistisch trat Märker mit dem Konzertstück für vier Hörner von Robert Schumann auf, von dem eine Einspielung auf Schallplatte vorliegt.
Märker ist Juror bei internationalen Wettbewerben, wie dem Internationalen Musikwettbewerb in Markneukirchen. Zu seinen Schülern gehören u. a. Ralf Götz, Jörg Brückner und Jochen Pleß.